# 巨獸王
《巨獸王》是1979年3月21日至1980年3月5日在東京12チャンネル電視網，毎週三19：30～20：00共播出47集的東映製作機器人動畫。台灣台視於1987年（民國76年）播出，不過只播出至第39集即腰斬。本故事的部份創作動機，被認為有參考大仲馬所著作的小説「三劍客」。香港亞洲電視（前麗的電視）也曾於1981年播出，譯名則為《太空保衛團》，可惜中途腰斬，沒播放結局篇，原因不明。

## 故事
西元1995年，地球上突然受到札兒星際帝國的軍隊，大肆侵略，使許多都市和工業區頓成廢墟。在外星人的鐵蹄蹂躪下，有一群流離失所的少男少女，大家相依為命。

## 工作人員
- 原作：八手三郎
- 總監督：長浜忠夫、佐々木勝利
- 編劇：五武冬史、辻真先
- 演出：菊地一仁、佐々木勝利
- 基本設定：宮野隆
- 人物原案：聖悠紀、金山明博
- 人物設定：金山明博
- 機械設定：、村上克司
- 設計協力：出渕裕
- 製作協力：
- 音樂：筒井広志

## 主題歌
- 日本

- 片頭：（作詞：八手三郎、作曲：小林亞星、歌：堀江美都子、蟋蟀'73、哥倫比亞搖籠會）
- 片尾：（作詞：あおいあきら、作曲：小林亞星、編曲：高田弘、歌：蟋蟀'73）

- 台灣

- 「巨獸王」（作詞、作曲：楊元豐）

- 香港（主唱: 黎小田）

- 歌詞: 攜手，共看星光，照世間上，何必記起，戰爭與舊創傷；齊心，共找真理，願心中愛，能永共享。未忘故鄉溫馨舒暢，期望有一天，會似往昔一樣；復返到舊家鄉，願望眾歡樂，亦永共享，莫記住以往，輕風中共和唱！(歌詞有待核實)

## 人物

### 亞特斯（アダルス）基地
楯劍人（聲優：古川登志夫 ；香港：薛群）
其他譯名：健仁（台灣）、劍仔（香港）
柊彈兒（聲優：安原義人 ；香港：葉少榮 、林國雄 (代配)）
其他譯名：丹吉（台灣）、鐵彈（香港）
白鳥早苗（聲優：潘惠子）
其他譯名：翠翠（臺）
小丸次郎（聲優：沢田和猫 ；香港：徐愛貞）
其他譯名：小江（臺）
畑田之助（聲優：西村知道；香港：陸頌愚）
其他譯名：阿泰（臺）
輕井學（聲優：井上瑤；香港：陶碧儀）
其他譯名：學文（臺）
嬌嬌（聲優：三田友子；香港：林錦燕）
阿里博士（聲優：杉田俊也；香港：戴偉光）
楯隼人／哈林王子（聲優：清川元夢）
克雷塔（聲優：大木民夫；香港：駱明）
甲士康（聲優：小林修）
賈蒂娜（聲優：渋沢詩子（第30～34集））
朱碧雅（聲優：鈴木れい子（第30、32、33、34集））

### 札兒（ザール）星際帝國
古洛本（聲優：市川治）
多爾門大帝（聲優：藤本讓）

## 登場機械
達特紐斯
由亞特勞斯、剛帕、貝拉留斯3機合體而成，身高56.0公尺、重量678.0噸的巨大機器人。動力源為超空間能源。主要武器為火炎劍，是由貝拉留斯口中射出大劍型狀的能量火燄，刀鋒幅度可以到延伸到2公里長。必殺技的名稱稱之為「火炎劍・火炎十文字劍法」。
其他譯名：金毛獅王（港）
亞特勞斯
由楯劍人操縱的人型機器人。
其他譯名：幻影鐵金剛（港）
剛帕
由柊彈兒操縱的重戰鬥機。
其他譯名：金霸機（港）
貝拉留斯
俱有自我意識的獅型機器人。
其他譯名：金毛獅王（港）
龜靈精

## 劇集列表
- （）內為台灣播出時之標題

1. （星際帝國）
2. （挺身而出）
3. （銀河之獅）
4. （重責大任）
5. （弄巧成拙）
6. （永不認輸）
7. （宇宙怪病）
8. （校園風波）
9. （捨己救人）
10. （暑假作業）
11. （宇宙獸王）
12. （機器老師）
13. （獸王之淚）
14. （老總出馬）
15. （進軍月球）
16. （直搗匪窟）
17. （孤注一擲）
18. （公主之戀）
19. （悲喜交加）
20. （身世大白）
21. （真假王子）
22. （不念舊惡）
23. （叛徒阿里）
24. （孤軍奮戰）
25. （虛驚一場）
26. （父子重逢）
27. （和平有望）
28. （台視未播映）
29. （台視未播映）
30. （台視未播映）
31. （台視未播映）
32. （台視未播映）
33. （台視未播映）
34. （台視未播映）
35. （台視未播映）

## 外部連結
- 台灣電視資料庫[永久]